# Heinz Schuster-Šewc
Heinz Schuster-Šewc (Hinc Šewc; ur. 8 lutego 1927 w Puschwitz, zm. 10 lutego 2021 w Lipsku) – łużycki językoznawca, slawista i sorabista. 
Był synem cieśli pracującego przy parafii ewangelickiej w rodzinnej miejscowości. Po II wojnie światowej pracował przez dwa lata jako nauczyciel we wioskach w okolicach Budziszyna. W 1948 podjął studia slawistyczne na Uniwersytecie we Wrocławiu, a następnie w Krakowie. Po uzyskaniu dyplomu magistra w 1953 roku powrócił do NRD, gdzie początkowo pracował jako nauczyciel języka rosyjskiego. W 1955 doktoryzował się na Uniwersytecie Humboldtów w Berlinie, gdzie obronił rozprawę pt. Historische und vergleichende Lautlehre der Sprache des Albin Moller. Od 1955 do 1964 wykładał slawistykę na Uniwersytecie Karola Marksa w Lipsku. W 1962 uzyskał habilitację, a w 1964 został powołany na stanowisko profesora językoznawstwa słowiańskiego i dyrektora Instytutu Sorabistyki Uniwersytetu w Lipsku. W 1998 uczestniczył w XII Międzynarodowym Kongresie Slawistów w Krakowie i został obdarzony doktoratem honoris causa Uniwersytetu Jagiellońskiego.

## Twórczość (wybór)
- Das Sorbische im slawischen Kontext, Domowina-Verlag, 2000.
- Das Sorbische und der Stand seiner Erforschung, Berlin, Akademie-Verlag, 1991.
- Historisch-etymologisches Wörterbuch der ober- und niedersorbischen Sprache, Bautzen, Domowina-Verlag, 1978–1996.
- Bibliographie der sorbischen Sprachwissenschaft, Bautzen, Domowina-Verlag, 1966.
- Vergleichende historische Lautlehre der Sprache des Albin Moller, Berlin, Akademie-Verlag, 1958.